# UNMEE

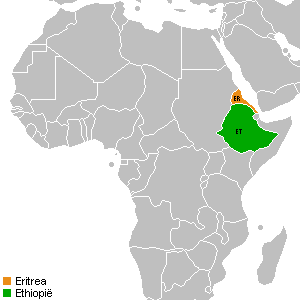

De United Nations Mission in Ethiopia and Eritrea (UNMEE), of VN-missie in Ethiopië en Eritrea in het Nederlands, was een waarnemingsmissie van de
Verenigde Naties op de grens tussen Ethiopië en Eritrea in de Hoorn van Afrika. De missie was er
actief tussen 31 juli 2000 en 31 juli 2008.

## Achtergrond
Na de Tweede Wereldoorlog werd Eritrea bij Ethiopië gevoegd als een federatie. In 1962
maakte keizer Haile Selassie er een provincie van waarop de Eritrese Onafhankelijkheidsoorlog begon.
In 1991 bereikte Eritrea na een volksraadpleging die onafhankelijkheid.
Er bleef echter onenigheid over een aantal grensplaatsen. In 1998 leidde een grensincident tot een
oorlog waarbij tienduizenden omkwamen en honderdduizenden op de vlucht sloegen. Pas in 2000 werd een
akkoord bereikt en een 25 kilometer brede veiligheidszone ingesteld die door de UNMEE-vredesmacht werd bewaakt.
Een internationale grenscommissie moest de definitieve grens tussen de twee landen vastleggen. Hoewel beiden
vooraf hadden ingestemd de beslissing van die commissie te zullen aanvaarden weigerde Ethiopië dit. Het land
weigerde ook de beslissing van het Internationaal Gerechtshof over de grens te aanvaarden. Intussen verliep
de medewerking van Eritrea aan de missie stroef. UNMEE werd tegengewerkt, kreeg tegen 2008 geen brandstof
meer geleverd vanuit Eritrea en werd ook het land uit gezet. Daarom besloot de Veiligheidsraad van de Verenigde Naties
de missie stop te zetten.

## Mandaat

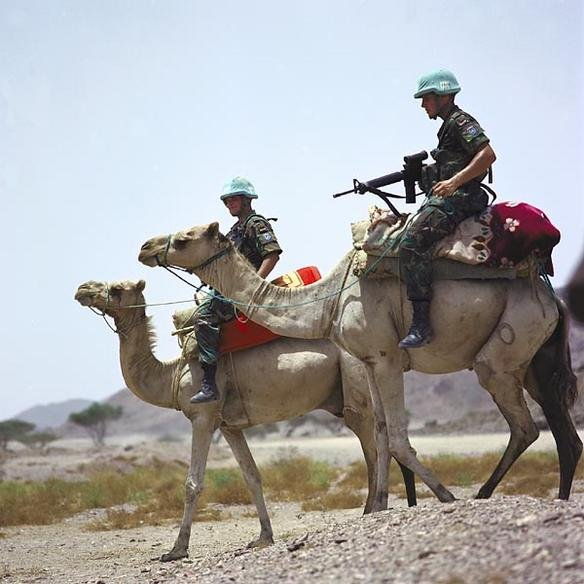
UNMEE-blauwhelmen op patrouille in Eritrea.

In 2000 leidden onrechtstreekse gesprekken tussen beide partijen tot een akkoord over de beëindiging van de
vijandelijkheden. UNMEE werd gecreëerd om toe te zien op het
staakt-het-vuren en op de veiligheidszone in de grensstreek. Het mandaat was:
- Toezien op de beëindiging van de vijandelijkheden,
- De partijen helpen met het uitvoeren van de overeengekomen veiligheidsregelingen,
- Toezien op de terugtrekking van Ethiopische troepen van de posities die ze na 6 februari 1999 innamen en die voor 6 mei 1998 niet onder Ethiopisch bestuur vielen,
- Vervolgens toezien op hun nieuwe posities,
- Toezien op de terugtrekking van Eritrese troepen tot 25 kilometer van de veiligheidszone,
- Toezien op die veiligheidszone,
- De krachtens het akkoord door de VN en de OAE in het leven geroepen Militaire Coördinatiecommissie voorzitten,
- Humanitaire mijnactiviteiten in en rond de veiligheidszone coördineren en ondersteunen,
- Coördineren met humanitaire- en mensenrechtenactiviteiten.

In 2002 werd het mandaat nog aangevuld met:
- Ontmijnen op belangrijke plaatsen,
- Administratieve en logistieke ondersteuning aan de kantoren van de grensafbakeningscommissie.

Volgens het gesloten akkoord zou UNMEE's mandaat zijn afgelopen als de grens tussen Ethiopië en Eritrea volledig
was afgebakend.

## Beschrijving

### Medaille

De UNMEE-baton.

Zoals gebruikelijk stichtte de secretaris-generaal van de Verenigde Naties een van de Medailles voor Vredesmissies van de Verenigde Naties voor de deelnemers. Deze UNMEE Medaille wordt aan militairen en politieagenten verleend.

### Sterkte
De operatie kostte zo'n 1,32 miljard dollar en had de volgende sterkte:
| Onderdeel                | Hoogtepunt (31 mei 2002) | Slachtoffers |
| ------------------------ | ------------------------ | ------------ |
| Troepen                  | 3940                     | 13           |
| Politie                  | 214                      |              |
| Internationaal personeel | 229                      | 3            |
| Lokaal personeel         | 244                      | 4            |

### Landen
Volgende landen droegen militairen bij tot de operatie:
- Algerije
- Australië
- Oostenrijk
- Bangladesh
- Benin
- Bolivia
- Bosnië en Herzegovina
- Brazilië
- Bulgarije
- Canada
- China
- Kroatië
- Tsjechië
- Denemarken

- Finland
- Frankrijk
- Gambia
- Duitsland
- Ghana
- Griekenland
- Guatemala
- India
- Iran
- Ierland
- Italië
- Jordanië
- Kenia
- Kirgizië

- Maleisië
- Mongolië
- Namibië
- Nepal
- Nederland
- Nigeria
- Noorwegen
- Pakistan
- Paraguay
- Peru
- Polen
- Roemenië
- Rusland
- Singapore

- Slowakije
- Zuid-Afrika
- Spanje
- Sri Lanka
- Zweden
- Zwitserland
- Tanzania
- Tunesië
- Oekraïne
- Verenigd Koninkrijk
- Verenigde Staten
- Uruguay
- Zambia

## Resoluties van de Veiligheidsraad
- Resolutie 1312 Veiligheidsraad Verenigde Naties: oprichting tot 31 januari 2001.
- Resolutie 1320 Veiligheidsraad Verenigde Naties: verlenging tot 15 maart 2001.
- Resolutie 1344 Veiligheidsraad Verenigde Naties: verlenging tot 15 september 2001.
- Resolutie 1369 Veiligheidsraad Verenigde Naties: verlenging tot 15 maart 2002.
- Resolutie 1398 Veiligheidsraad Verenigde Naties: verlenging tot 15 september 2002.
- Resolutie 1430 Veiligheidsraad Verenigde Naties: aanpassing mandaat.
- Resolutie 1434 Veiligheidsraad Verenigde Naties: verlenging tot 15 maart 2003.
- Resolutie 1466 Veiligheidsraad Verenigde Naties: verlenging tot 15 september 2003.
- Resolutie 1507 Veiligheidsraad Verenigde Naties: verlenging tot 15 maart 2004.
- Resolutie 1531 Veiligheidsraad Verenigde Naties: verlenging tot 15 september 2004.
- Resolutie 1560 Veiligheidsraad Verenigde Naties: verlenging tot 15 maart 2005.
- Resolutie 1586 Veiligheidsraad Verenigde Naties: verlenging tot 15 september 2005.
- Resolutie 1622 Veiligheidsraad Verenigde Naties: verlenging tot 15 maart 2006.
- Resolutie 1640 Veiligheidsraad Verenigde Naties: eiste dat Eritrea de beperkingen op UNMEE introk.
- Resolutie 1661 Veiligheidsraad Verenigde Naties: verlenging tot 15 april 2006.
- Resolutie 1670 Veiligheidsraad Verenigde Naties: verlenging tot 15 mei 2006.
- Resolutie 1678 Veiligheidsraad Verenigde Naties: verlenging tot 31 mei 2006.
- Resolutie 1681 Veiligheidsraad Verenigde Naties: verlenging tot 30 september 2006.
- Resolutie 1710 Veiligheidsraad Verenigde Naties: verlenging tot 31 januari 2007.
- Resolutie 1741 Veiligheidsraad Verenigde Naties: verlenging tot 31 juli 2007.
- Resolutie 1767 Veiligheidsraad Verenigde Naties: verlenging tot 31 januari 2008.
- Resolutie 1798 Veiligheidsraad Verenigde Naties: verlenging tot 31 juli 2008.
- Resolutie 1827 Veiligheidsraad Verenigde Naties: beëindigde de missie.